# آدلینو باتیستا
آدلینو باتیستا (انگلیسی: Adelino Batista؛ زادهٔ ۲۷ ژانویهٔ ۱۹۷۳) بازیکن فوتبال اهل برزیل است.
از باشگاه‌هایی که در آن بازی کرده‌است می‌توان به باشگاه لئون، باشگاه فوتبال باهیا، و باشگاه فوتبال ویتوریا گیماریش اشاره کرد.